# Chambœuf (Loira)
Chambœuf è un comune francese di 1 657 abitanti situato nel dipartimento della Loira della regione dell'Alvernia-Rodano-Alpi.

## Società

### Evoluzione demografica
Abitanti censiti